# Bachillerato Laboral o Técnico en España
El bachillerato laboral o técnico (inicialmente bachillerato profesional, diferenciado del Bachillerato universitario) fue un tipo de bachillerato específico establecido en España en 1949 por la dictadura franquista a iniciativa del Ministro de Trabajo, el falangista José Antonio Girón. «Se presentaba como un intento de proporcionar unos conocimientos mínimos a la clase obrera para incorporarla a la producción, aunque su objetivo real debe buscarse en la pugna por el control de un cierto tipo de enseñanza desde la Organización Sindical Española frente al poder de la Iglesia».
Fue creado por la Ley de 16 de julio de 1949 de Bases de Enseñanza Media y Profesional, en cuyo preámbulo se decía que era «una nueva modalidad del Bachillerato que sin perder su carácter esencial de formación humana» la simultanearía «con el adiestramiento de la juventud en las prácticas de la moderna técnica profesional» para asegurar «a los alumnos una preparación suficiente para desenvolverse en la vida y a los mejores dotados el posible acceso a los estudios superiores». 
«Aunque no llegó a tener un volumen de alumnos importante, representó el reconocimiento de la conveniencia de abrir vías nuevas en la educación secundaria, pero diferentes del bachillerato universitario tradicional». «Un bachillerato que..., en los momentos de mayor expansión sus alumnos llegaran a suponer más allá del 5,9% del bachillerato general».

## La ley de 1949
Los centros donde se impartiría el Bachillerato profesional, no serían los Institutos de Enseñanza Media donde se estudiaba el Bachillerato Universitario, sino unos nuevos Centros de Enseñanza Media y Profesional que estarían destinados a tres grupos de alumnos, según el Preámbulo de la ley. «En primer término, aquellos que desean únicamente, sobre la base de una formación general humana de un Bachillerato elemental, instruirse en la práctica de las enseñanzas profesionales modernas. En segundo lugar, los que aspiren a ingresar en otros estudios especiales técnicos, para los que se requieren tan sólo los primeros años del Bachillerato. Por último, el de los mejor dotados, intelectualmente, que, alejados de las grandes poblaciones, podrán cursar los primeros años del Bachillerato en el lugar de su residencia, con ánimo de completar más tarde su formación y alcanzar el grado de Bachiller universitario a través de un sistema progresivo de selección que garantice su acierto vocacional y les encauce hacia la Universidad o los estudios técnicos superiores». Los Centros de Enseñanza Media y Profesional serían masculinos o femeninos, aunque «la labor docente de extensión profesional y de elevación del nivel de cultura podrá abarcar alumnos de uno y de otro sexo» (Base IV).
La duración del Bachillerato profesional sería de cinco años, un primer año de carácter formativo general y cuatro años de especialización profesional (Base VIII). Así constituiría «un bachillerato elemental equiparable a los primeros cursos del Bachillerato universitario en las disciplinas básicas formativas y complementado con la especialización inicial en las prácticas propias de la agricultura, la industria u otras actividades semejantes para aquellos alumnos que no podrían conseguir esta formación por otros medios» (Preámbulo). Se organizaría en «especialidades de tipo agrícola, ganadero, industrial, minero, marítimo y de profesiones femeninas» (Base III). Sus estudios completos abarcarían (Base VIII):

a) Las disciplinas básicas propias de la Enseñanza Media con predominio creciente de las Ciencias de la Naturaleza y de las Lenguas Vivas.
b) Cursos teórico-prácticos de cuatro años de depuración de las enseñanzas técnicas y elementales propias de cada una de las modalidades reseñadas en la Base III. Estas enseñanzas comenzarán a partir del segundo curso.
c) La formación del espíritu nacional, la educación física, y en los Centros femeninos las enseñanzas del hogar.

Para ingresar en estos nuevos Centros de Enseñanza Media y Profesional se requería aprobar un examen al que se podrían presentar los alumnos que cumplieran los diez años en el año natural del mismo (Base XIII). Sin embargo, quedarían exentos los alumnos que hubieran completado los tres primeros periodos de la educación primaria (de seis a doce años) y se dispusieran a comenzar el cuarto periodo, de «iniciación profesional» (Base IX).
Superados los cinco años de estudios y un examen final, los alumnos recibirían el título de Bachiller de Enseñanza Media y Profesional. Con ese título podrían acceder al Bachillerato universitario tras superar un examen de admisión sobre «las materias propias de la formación general de dicho Bachillerato universitario que no figuren en el cuadro de estudios del Bachillerato profesional». Superado ese examen «les serán computados sus cinco años de estudios» en el Bachillerato profesional (Base X).

## Disposiciones posteriores
El nuevo bachillerato creado por la Ley de 1953 establecía un Bachillerato Elemental, de cuatro cursos, y un Bachillerato Superior, de dos. Esta nueva estructura planteó la necesidad de establecer las equivalencias con el Bachillerato profesional de la ley de 1949 y que la nueva ley ya llamaba Bachillerato Laboral. A esto se refería el artículo ciento diez de la Ley que abría la posibilidad de que los que habían aprobado los cinco cursos del Bachillerato laboral pudieran obtener el título de Bachiller elemental, tras superar un examen de grado como el resto de estudiantes, y poder acceder así al Bachillerato superior. El mencionado artículo decía: «La aprobación de los cinco cursos del Bachillerato laboral y de las asignaturas del Bachillerato elemental [de cuatro cursos] que no puedan ser reglamentariamente conmutadas, permitirá obtener el título de Bachiller elemental, sin más que realizar los exámenes de Grado ante los Tribunales designados para los alumnos de los Institutos Nacionales de Enseñanza Media. Los Bachilleres de Grado elemental podrán obtener el título de Bachilleres laborales, aprobando las enseñanzas y prácticas técnicas de la modalidad que elijan».
Las conmutaciones entre el Bachillerato Laboral y el nivel elemental del Bachillerato Preuniversitario fueron reguladas por una Orden Ministerial de 1 de junio de 1954. En la Orden aparecía un cuadro con las materias que se convalidaban. A continuación se establecía que «las pruebas de grado de Bachiller Elemental para los Bachilleres Laborales se realizarán fundamentalmente sobre aquellas asignaturas que, como la Literatura y el Latín, han sido cursadas con menor extensión por aquellos alumnos. Los Bachilleres Elementales se incorporarán al quinto curso de Bachillerato Laboral, de conformidad con lo establecido en el anterior cuadro para los alumnos que tengan aprobado el cuarto curso de Bachillerato Preuniversitario».
Un paso importante en la coordinación de ambos bachilleratos se dio con el Decreto de 6 de julio de 1956 en cuyo preámbulo se reconocía la necesidad  de «iniciar una coordinación de los estudios de grado medio establecidos por las diversas disposiciones vigentes, extendiendo de esta forma los beneficios de dichos estudios a grandes zonas sociales que hoy no los reciben. Para el logro de tal finalidad se estima aconsejable dictar las normas oportunas para la transformación de Bachilleres elementales en laborales... y también crear, por analogía con los estudios de Enseñanza media,... el Bachillerato Laboral Superior, que sustituirá al ciclo de perfeccionamiento para Bachilleres laborales». Así, en el artículo primero se autorizaba «al Ministerio de Educación Nacional para establecer un curso de adaptación que tenga por objeto transformar Bachilleres elementales en Bachilleres laborales» y en el artículo segundo «el sistema de convalidación de los estudios del Bachillerato Elemental, el Bachillerato Laboral y las distintas enseñanzas que se cursan en los Centros de Formación Profesional e Industrial». En el artículo tercero se establecía «el Bachillerato Laboral Superior, con objeto de que los Bachilleres laborales puedan ampliar su formación dentro de la misma línea profesional que han elegido». Su duración sería la misma que el Bachillerato Superior, dos cursos.
Con la Orden de 1 de octubre de 1956, «se crean estudios nocturnos para obtener el grado de bachillerato elemental dirigidos a los trabajadores, que por su ocupación no pueden asistir durante la jornada laboral al Instituto».
Hay que esperar a la Ley 16/1967 para ver unificado el primer ciclo de enseñanza media para todos los alumnos en España, desapareciendo el bachillerato elemental técnico y quedando reducido el bachillerato elemental a cuatro cursos. El bachillerato superior, compuestos por dos cursos, se divide en tres modalidades: letras, ciencias y técnico. El plan de estudios, con las materias de cada curso, se recoge en el Real Decreto 1106/1967.
En el artículo segundo de esta ley se establecía que:

Los alumnos que estén en posesión del título de Bachiller elemental podrán acceder tanto al Bachillerato superior general en cualquiera de sus opciones como al Bachillerato superior técnico, en el que completarán su formación con una iniciación técnica en el orden administrativo, industrial, agrícola, marítimo o en otras modalidades análogas que se establezcan por Decreto, de acuerdo con la vigente Ley de Ordenación de la Enseñanza Media.

Por tanto, una vez aprobada la revalida del Bachillerato elemental, que otorgaba el título de Bachiller elemental, se lograba el acceso a la segunda etapa de la enseñanza media en su versión laboral o técnica.

## Desaparición: el BUP
Con la Ley General de Educación de 1970 queda firmada la desaparición progresiva del Bachillerato técnico superior que será reemplazado por el BUP.

### Legislación
1. ↑  LEY DE 16 DE JULIO DE 1949 de Bases de Enseñanza Media y Profesional (BOE, 17 de julio de 1949)
2. ↑   LEY DE 26 DE FEBRERO DE 1953 sobre Ordenación de la Enseñanza Media (BOE, 27 de febrero de 1953)
3. ↑  ORDEN de 1 de junio de 1954 (rectificado) por la que se aprueban provisionalmente las conmutaciones entre el Bachillerato Laboral y el Preuniversitario
4. ↑  DECRETO de 6 de julio de 1956 sobre coordinación de las Enseñanzas medias y creación del Bachillerato Laboral Superior
5. ↑  «Orden de 1 de octubre de 1956 por la que se desarrolla el Decreto de 26 de julio de 1956 sobre establecimiento de Secciones filiales y la organización de estudios nocturnos en los Institutos de Enseñanza Media». Boletín Oficial del Estado (302): 6829-6831. 28 de octubre de 1956. ISSN 0212-033X. BOE-A-1956-15182.
6. ↑  «Ley 16/1967, de 8 de abril, sobre unificación del primer ciclo de la Enseñanza Media.». Boletín Oficial del Estado (86): 4805-4806. 11 de abril de 1967. ISSN 0212-033X. BOE-A-1967-5591.
7. ↑  «Decreto 1106/1967, de 31 de mayo, para el establecimiento de un nuevo plan de estudios del Bachillerato Elemental». Boletín Oficial del Estado (131): 7524-7526. 2 de junio de 1967. ISSN 0212-033X. BOE-A-1967-9637.
8. ↑  «Ley 14/1970, de 4 de agosto, General de Educación y Financiamiento de la Reforma Educativa». Boletín Oficial del Estado (187): 12525-12546. 6 de agosto de 1970. ISSN 0212-033X. BOE-A-1970-852.